# Adesmia

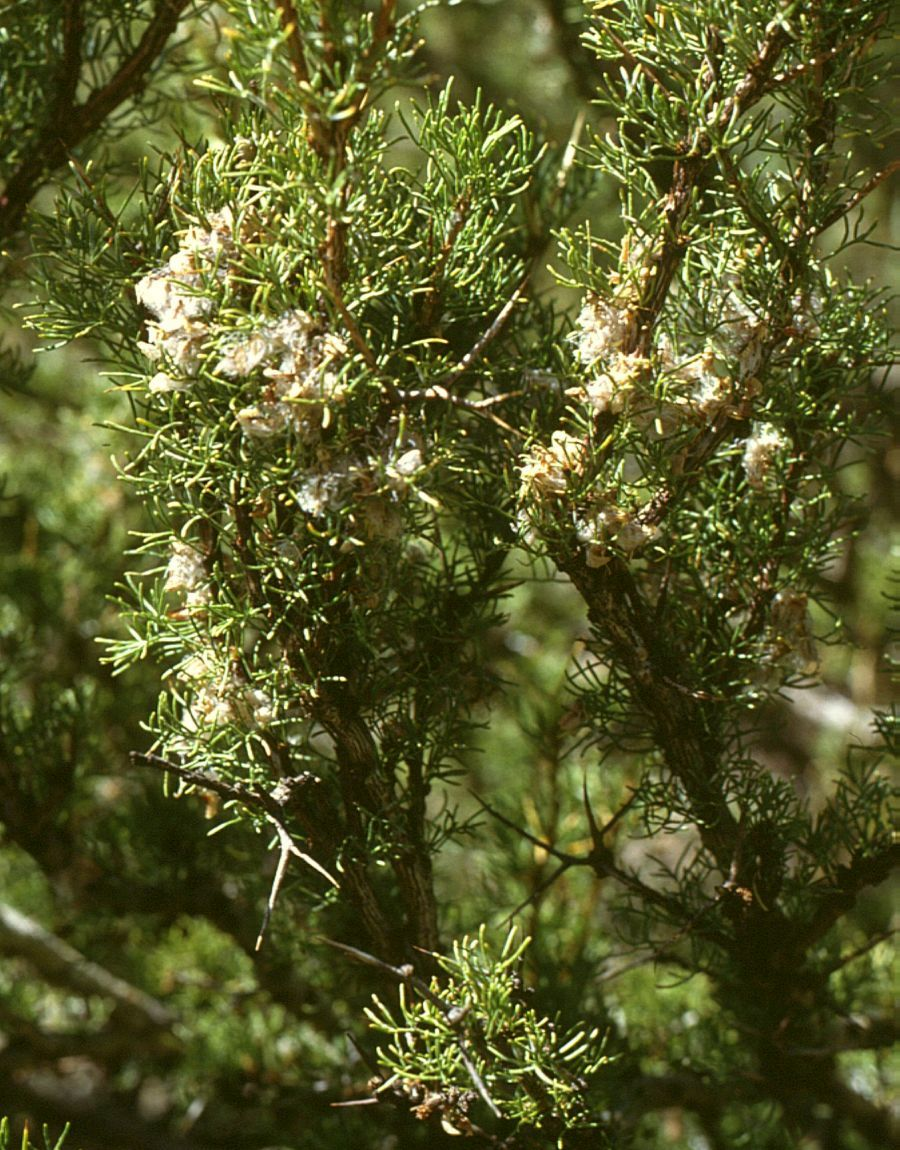
Větévky Adesmia pinifolia

Adesmia je rod rostlin z čeledi bobovité. Jsou to keře i byliny se zpeřenými listy a motýlovitými květy, rozšířené v počtu asi 230 druhů v jižní polovině Jižní Ameriky. V nehostinných oblastech jsou důležitým krmivem.

## Popis
Zástupci rodu Adesmia jsou jednoleté či vytrvalé byliny, polokeře nebo keře dorůstající výšky až 4 metry. Listy jsou lichozpeřené nebo sudozpeřené, složené ze vstřícných, zubatých nebo celokrajných lístků. Některé druhy (např. Adesmia salicornioides) mají listy zdužnatělé. Květy jsou motýlovité, nejčastěji žluté, řidčeji bílé, fialové aj, často červeně nebo tmavě žíhané, v úžlabních nebo vrcholových hroznech. Kalich je zvonkovitý, s 5 laloky. Pavéza je široká, okrouhlá, delší než člunek. Křídla jsou podlouhlá, člunek tupý, špičatý nebo zobanitý. Tyčinek je 10 a jsou zcela volné, nitkami nesrostlé. U některých druhů jsou 2 tyčinky oddálené a bází přirostlé k nehtu pavézy. Semeník je přisedlý, se 2 nebo více vajíčky a nitkovitou čnělkou zakončenou drobnou vrcholovou bliznou. Plody jsou podlouhlé, zploštělé, článkovité, poltivé, rozpadavé na jednosemenné díly.

## Rozšíření
Rod Adesmia zahrnuje asi 230 druhů a je rozšířen výhradně v Jižní Americe. Nejvíce druhů roste ve středním Chile a jižní a západní Argentině, odkud se andskými údolími rozšířily i do Bolívie a jižního Peru, stejně jako do jižní Brazílie a Uruguay. Jsou rozšířeny od hor tropického pásu po mírné oblasti jižní polokoule. V andských údolích středního Chile zástupci rodu Adesmia často dominují a různými způsoby se přizpůsobily zdejšímu mediterránnímu klimatu s velkými teplotními výkyvy a silným obdobím sucha. Některé druhy vystupují i do nadmořských výšek nad 3000 metrů.

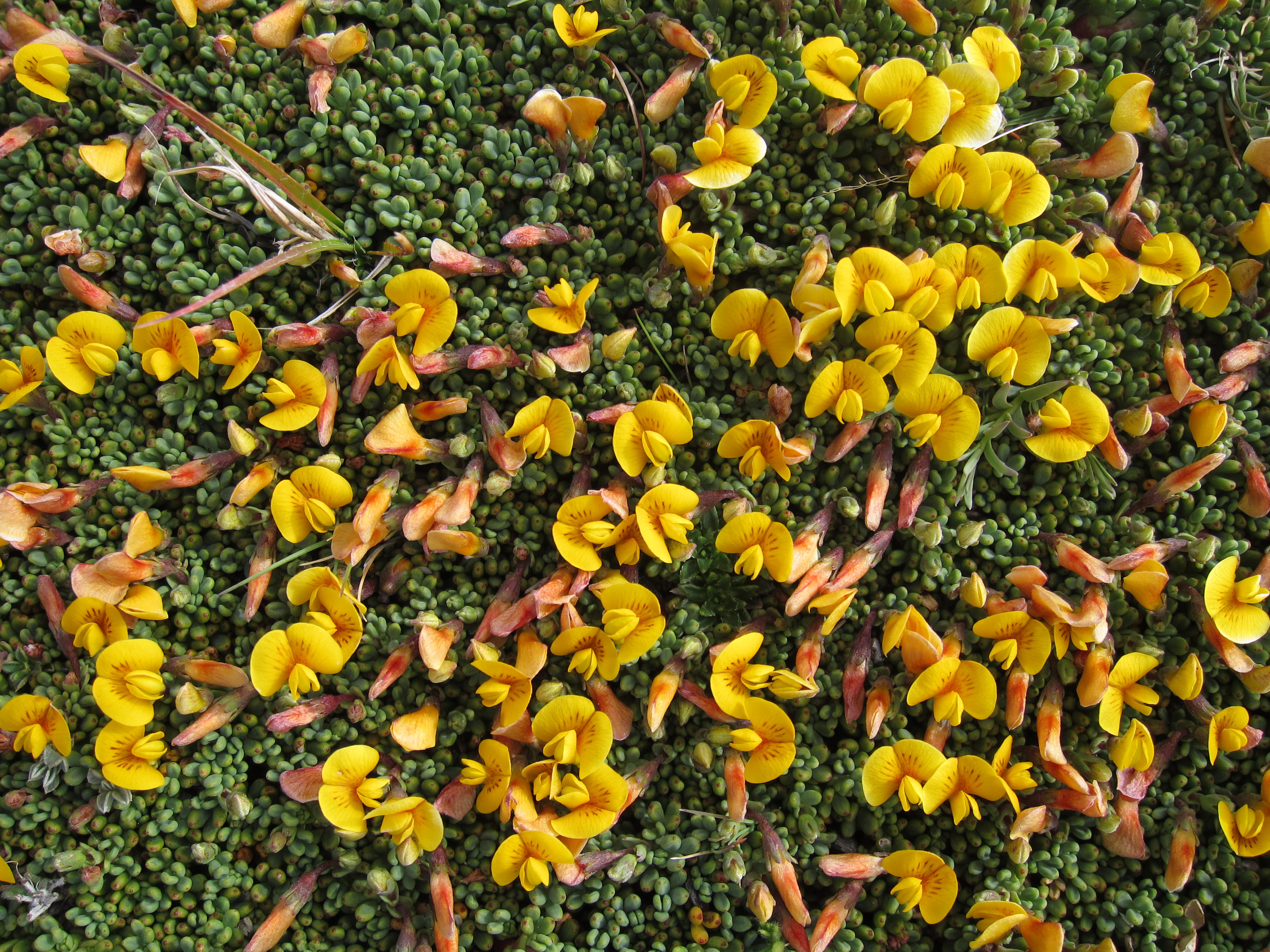
Kobercovitě rostoucí Adesmia salicornioides z Patagonie
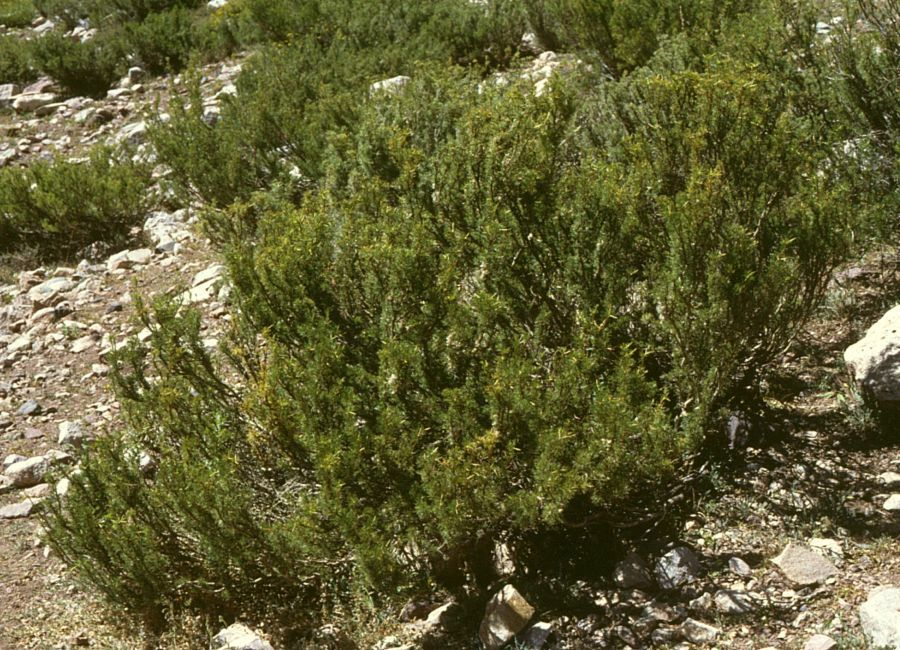
Adesmia pinifolia má úzké jehlicovité listy a připomíná jehličnan
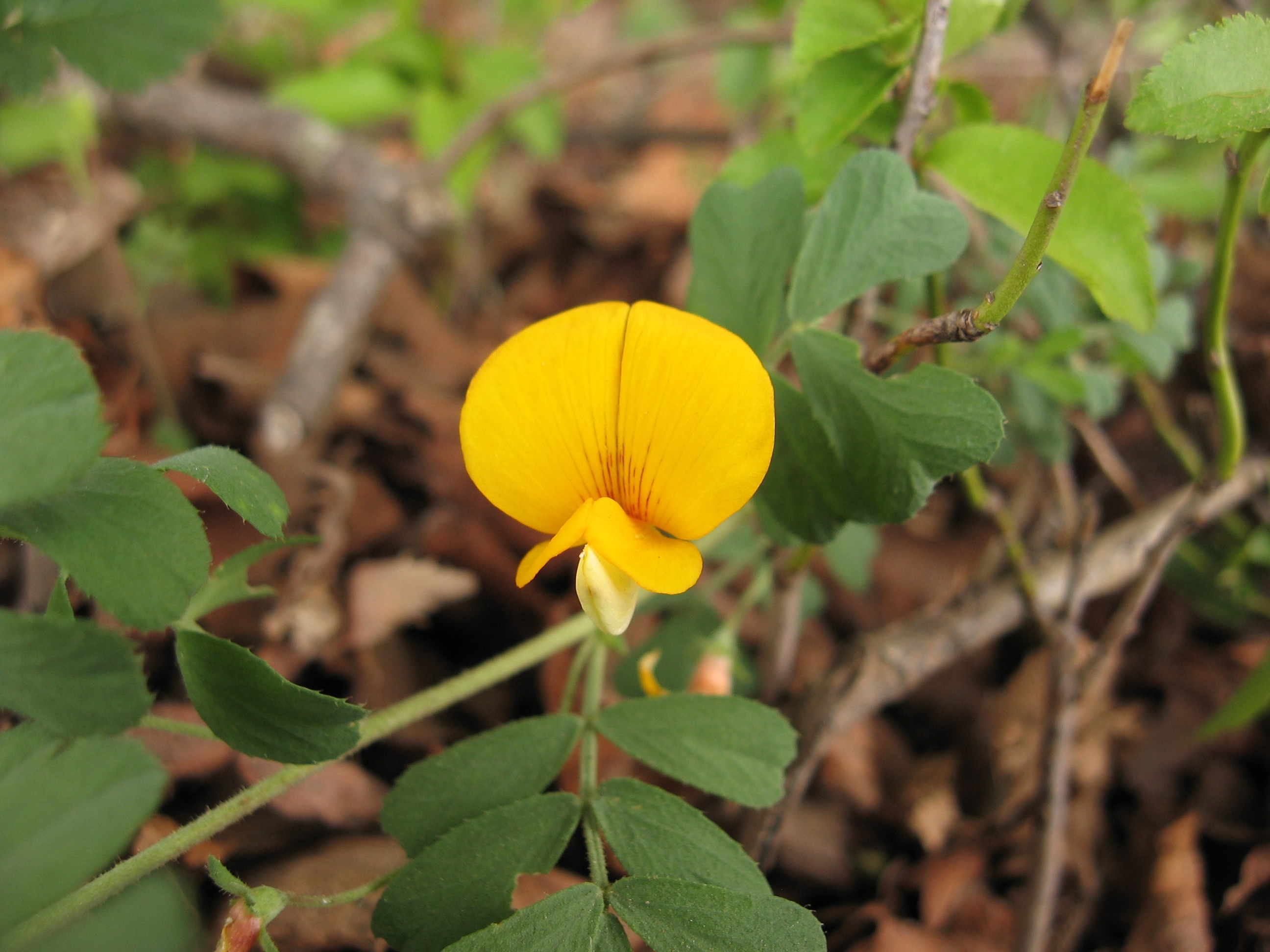
Kvetoucí Adesmia denticulata

## Taxonomie
Rod Adesmia byl dlouho jediným rodem tribu Adesmieae. V roce 2000 vyšla studie přinášející převrat v předpokládaných příbuzenských vztazích určité části bobovitých. Výsledkem této studie je monofyletická vývojová větev bobovitých nazvaná Dalbergioid clade, zahrnující několik skupin řazených do té doby na různá místa vývojového stromu bobovitých, a to zejména do tribů Desmodieae, Dalbergieae, Adesmieae a Aeschynomeneae. V rámci této vývojové větve se objevilo několik monofyletických skupin, mezi nimi i tzv. Adesmia clade. Ta obsahuje mimo rodu Adesmia ještě rody Poiretia, Amicia, Zornia, Chaetocalyx a Nissolia, řazené do té doby do tribu Aeschynomeneae. V současné taxonomii je rod Adesmia stejně jako ostatní zmíněné rody součástí široce pojatého tribu Dalbergieae.

## Význam
Různé druhy Adesmia jsou podstatný zdroj krmiva ve vysokých nadmořských výškách a nehostinných oblastech Jižní Ameriky.